# 대전동산고등학교
대전동산고등학교(大田東山高等學校)는 대한민국 대전광역시 중구 문화동에 위치한 사립 고등학교이다.

## 학교 연혁
- 1966년 11월 19일 : 학교법인 행촌학원 설립인가, 설립자 겸 손기철 이사장 취임
- 1978년 11월 8일 : 동일고등학교 설립인가(12학급 인가)
- 1979년 3월 1일 : 초대 김기왕 교장 취임
- 1983년 3월 1일 : 대전동산고등학교로 학칙(교명) 변경
- 1994년 10월 26일 : 제2대 손영화 이사장 취임
- 2001년 10월 15일 : 행촌체육관 준공
- 2010년 10월 11일 : 자율학교 지정
- 2011년 9월 30일 : 행촌관(학생식당) 준공
- 2013년 8월 31일 : 대전동산고등학교 33학급으로 학칙변경
- 2021년 2월 26일 : 벽파관(탁구체육관) 준공
- 2024년 1월 11일 : 제43회 졸업
- 2024년 3월 1일 : 제8대 이선구 교장 취임

## 참고 자료
- 대전동산고등학교 - 한국교육학술정보원 학교알리미